# قائمة الدخل
قائمة الدخل Income statement (جدول حسابات النتائج) المختصره أو المبسطة أو ذات الخطوة الواحدة وقائمة الدخل متعدده المراحل والفرق بينهما
تلخص هذه القائمة الإيرادات والمصروفات والأرباح والخسائر وتبين صافي الدخل عن فترة زمنية محددة، يمكن إعداد قائمة الدخل باتباع أحد الطريقتين التاليتين:
1- الطريقة المبسطة : تُصنف الإيرادات والأرباح في بداية القائمة حسب أهميتها المادية، يليها المصروفات والخسائر بنفس الطريقة.
مثال على ذلك:
- الإيرادات: صافي المبيعات *** إيرادات أخرى *** مجموع الإيرادات
- المصروفات: تكلفة المبيعات *** المصاريف التشغيلية (إيرادية وبيعية) *** مصاريف أخرى *** ضريبة الدخل *** مجموع المصروفات
- صافي الدخل
- ربحية السهم

2- قائمة الدخل متعددة الخطوات: تعرض هذه القائمة التفاصيل بشكل مفصل لكل من مجمل الربح، والدخل التشغيلي، وصافي الدخل قبل الضرائب، ثم صافي الدخل.
مثال على ذلك:
- صافي المبيعات *** تكلفة المبيعات *** مجمل الربح
- المصاريف التشغيلية (إدارية وبيعية) *** الدخل التشغيلي
- إيرادات ومصاريف أخرى *** الدخل قبل ضريبة الدخل
- ضريبة الدخل *** صافي الدخل
- ربحية السهم